# Tania Hermida
Tania Hermida (Cuenca, 1968) est une réalisatrice de cinéma et femme politique équatorienne, également enseignante à l'Université San Francisco de Quito. Elle se fait connaître en 2006 grâce à son premier film, Qué tan lejos, avant de participer en 2007-2008 à l'Assemblée constituante équatorienne.

## Jeunesse et début de carrière
Après une jeunesse passée entre Cuenca, Quito, Londres et le village de sapotillo, près de la frontière péruvienne, elle commence des études de médecine, mais se rend rapidement compte qu'elle est plus attirée par les arts, et en particulier le cinéma. Comme un tel cursus n'existait pas dans le pays, elle étudie à l'École internationale de cinéma et de télévision de San Antonio de los Baños (Cuba), qu'elle termine avec succès en 1991. Quand elle revient en Équateur en 1992, elle se rend compte que la situation n'y est pas favorable à la production de cinéma et voyage de nouveau (Cuba, États-Unis, Espagne, Chili). Enseignant le cinéma à l'Université San Francisco de Quito depuis 1996, elle travaille comme assistante de direction sur les films L'Échange (2000), Maria, pleine de grâce (2002) et Crónicas (Sebastián Cordero, 2003),. 

## Qué tan lejos
À partir de 2003, elle travaille sur son projet de long-métrage, d'où naîtra Qué tan lejos (2006), le premier grand succès du cinéma équatorien depuis de longues années. Pour ce film, elle obtient le Zénith d'argent du premier film au  Festival des films du monde de Montréal et le deuxième prix au Festival international du nouveau cinéma latino-américain de La Havane,.
La sortie de son deuxième long-métrage En el Nombre de la Hija, est prévue pour mai 2011.

## À l'Assemblée constituante

Les armoiries de l'Équateur, que Tania Hermida proposa de modifier

Tania Hermida est élue en octobre 2007 représentante à l'Assemblée constituante de 2007 en Équateur (es). Elle fait partie du groupe Alianza PAIS, du président Rafael Correa. Elle déclenche une polémique en mai 2008 en proposant de changer les armoiries de l'Équateur.